# Rue de Belfort (Nantes)
Pour les articles homonymes, voir Rue de Belfort.
La rue de Belfort est une voie de Nantes, en France.

## Situation et accès
Située dans le centre-ville de Nantes, la rue de Belfort, qui relie la rue de Rieux au quai Magellan, est bitumée et ouverte à la circulation automobile. Elle ne rencontre aucune autre voie.

## Origine du nom
Son nom est attribué en souvenir de la défense de la ville de Belfort, durant la guerre de 1870, par le colonel Denfert-Rochereau.

## Historique
Cette voie, ouverte en 1900-1901, a été la « petite rue de Rieux », puis « rue Dorgère » (à ne pas confondre avec l'actuelle rue homonyme).